# Russische bezetting van Oekraïne

Oekraïens grondgebied nooit bezet
Oekraïens grondgebied bevrijd van bezetting
Door Rusland bezet grondgebied in Oekraïne

Kaart met Rusland in donkerrood en door Rusland bezette gebieden in Europa in lichtrood, als volgt:
- In Moldavië: Transnistrië (1), sinds 1992
- In Georgië: Abchazië (2) en Zuid-Ossetië (3), sinds 2008
- In Oekraïne: de Krim (4) en delen van de oblast Loehansk (5) en oblast Donetsk (6) sinds 2014, en delen van de oblast Zaporizja (7) en oblast Cherson (8) sinds 2022

De Russische bezetting van Oekraïne begon in 2014 na de Russische invasie en annexatie van het schiereiland de Krim en de de-facto-overname van de Donbas in Oekraïne tijdens een oorlog in Oost-Oekraïne. In 2022 startten de Russische troepen een grootschalige invasie van het land en bezetten ze met succes meer gebied in hele Oekraïne. Na aanhoudend hevig Oekraïens verzet, samen met logistieke uitdagingen (bijvoorbeeld het vastgelopen Russische konvooi bij Kyiv), kondigden de Russische strijdkrachten begin april hun terugtrekking aan uit de oblasten Tsjernihiv, Kiev, Soemy en Zjytomyr.
Begin september 2022 beëindigden Oekraïense troepen de maandenlange patstelling aan de frontlinies met een succesvolle tegenaanval in de regio Charkiv, waarbij ze de Russische troepen een grote nederlaag toebrachten door hun terugtrekking te forceren. Later in november behaalden de Oekraïense troepen opnieuw een groot succes met een zuidelijke tegenaanval, waarbij ze op 11 november de stad Cherson heroverden.
Op 30 september 2022 kondigde Rusland de annexatie van de oblasten Donetsk, Cherson, Louhansk en Zaporizja aan, ondanks dat ze slechts een deel van het geclaimde gebied bezetten. De Algemene Vergadering van de Verenigde Naties reageerde door een resolutie aan te nemen die deze annexatie als illegaal afwees en het recht van Oekraïne op territoriale integriteit bevestigde.
Voor 2022 bezette Rusland 42.000 km² Oekraïens grondgebied (de Krim en delen van Donetsk en Louhansk) en bezette na de grootschalige invasie in maart 2022 nog eens 119.000 km², een totaal van 161.000 km² of bijna 27% van het grondgebied van Oekraïne. Op 11 november 2022 berekende het Institute for the Study of War dat Oekraïense troepen een gebied van 74.443 km² hadden bevrijd van Russische bezetting, waardoor Rusland de controle had over ongeveer 18% van het grondgebied van Oekraïne. Gedurende heel 2023 veroverden de Russische troepen slechts 518 km² Oekraïens grondgebied, ondanks enorme verliezen op het slagveld.

## Per provincie
- Russische bezetting van de Krim
- Russische bezetting van de oblast Cherson
- Russische bezetting van de oblast Zaporizja
- Russische bezetting van de oblast Donetsk
- Russische bezetting van de oblast Loehansk